# Atelopus lozanoi
Atelopus lozanoi — вид отруйних жаб родини ропухових (Bufonidae).

## Етимологія
Вид названо на честь колумбійського ботаніка Густаво Лозано-Контрераса.

## Поширення
Ендемік Колумбії, де трапляється лише у департаменті Кундинамарка. Мешкає на високогірних луках, річках та болотах на висоті 3000—3300 м над рівнем моря.

## Спосіб життя
Жаба живе в парамо. Розмноження і розвиток личинок відбуваються в швидкоплинних потоках.

## Оригінальна публікація
- Osorno-Muñoz, Ardila-Robayo & Ruiz-Carranza, 2001 : Tres nuevas especie de Atelopus A. M. C. Dumeril & Bibron, 1841 (Aphibia: Bufonidae) de las partes altas de la Cordillera Oriental Colombiana. Caldasia, vol. 23, No. 2, P. (texte intégral [Архівовано 14 грудня 2015 у Wayback Machine.]).